# آیونا (داکوتای جنوبی)
آیونا (به انگلیسی: Iona) یک منطقهٔ مسکونی در ایالات متحده آمریکا است که در شهرستان لیمان، داکوتای جنوبی واقع شده‌است. آیونا ۳۵۶٫۹ کیلومتر مربع مساحت و ۱۰۰ نفر جمعیت دارد و ۵۱۶ متر بالاتر از سطح دریا واقع شده‌است.